# بطولة تونس لكرة السلة للرجال 1969–70
بطولة تونس لكرة السلة للرجال 1969–70 هو الموسم رقم 15 من بطولة تونس لكرة السلة للرجال.

فاز بهذا الموسم النجم الرياضي الرادسي.

## روابط خارجية
- الموقع الرسمي للجامعة التونسية لكرة السلة.